# إل. توم بيري
إل. توم بيري (بالإنجليزية: L. Tom Perry)‏ هو قائد ديني أمريكي، ولد في 5 أغسطس 1922 في لوغان في الولايات المتحدة، وتوفي في 30 مايو 2015 في سولت ليك في الولايات المتحدة بسبب سرطان.

## معرض صور

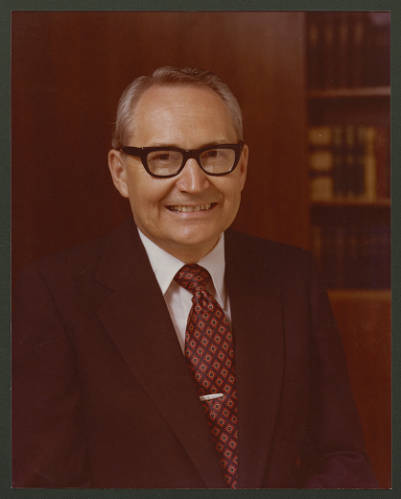
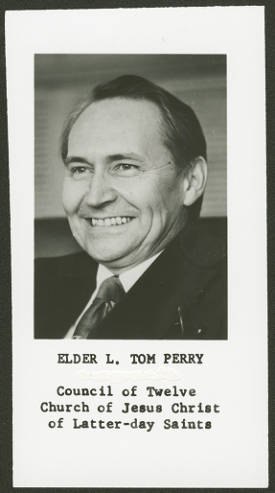
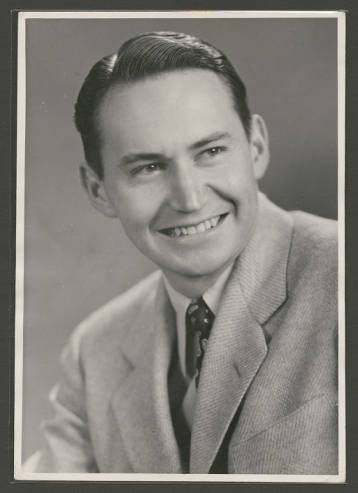
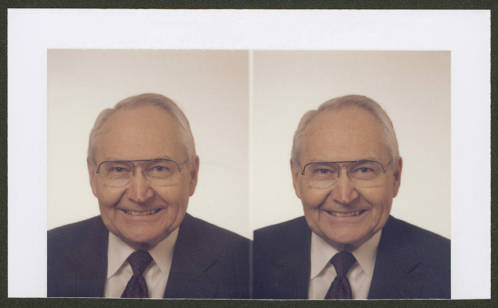